# Стефанос Папарунас
Стефанос Папарунас (22 січня 1990) — грецький стрибун у воду.
Учасник Олімпійських Ігор 2012 року, де в стрибках з 3-метрового трампліна посів 26-те місце.